# Lomtjärnen (Ljusnarsbergs socken, Västmanland, 665275-145984)
Lomtjärnen är en sjö i Ljusnarsbergs kommun i Västmanland och ingår i Norrströms huvudavrinningsområde.